# Bulbul embridat formiguer
El bulbul embridat formiguer (Bleda canicapillus) és una espècie d'ocell de la família dels picnonòtids (Pycnonotidae). Habita la malesa del bosc de l'Àfrica Occidental, des de l'oest de Gàmbia, cap al sud i l'est fins al sud de Nigèria. El seu estat de conservació es considera de risc mínim.